# Гросси, Марио
Марио Гросси (10 января 1925, Джункарико, Тоскана — 11 января 1999, Бостон) — итальянский инженер, специалист в области радиосвязи, создатель концепций космической привязи и малых спутников.

## Биография
Марио Гросси родился в Джункарико, деревушке в муниципалитете Гаворрано, в провинции Гроссето, он получил всё своё школьное образование в итальянской школе, а в 1948 году окончил с отличием Пизанский университет со специальностью инженера.
Как специалист по радиоволнам, Гросси сразу же был приглашён в компанию «Маркони» в Генуе, в то время бывшую лидером итальянского электромашиностроения. В это же время он плодотворно сотрудничал с Университетом Генуи.
В конце 1950-х Марио Гросси переехал в Кембридж в США, где начал работу в Гарвардском университете. Исследования по распространению радиоволн привели его в группу по специальным проектам Смитсоновской астрофизической обсерватории, в которой он работал всю оставшуюся жизнь. Он также работал научным консультантом в Raytheon — электронной компании, специализировавшейся на военных заказах.
В начале 1960-х годов Марио Гросси спроектировал пару спутников OV-4, впервые использованных для сбора данных об аномальном распространении радиоволн в ионосфере, которое впоследствии получило название «шепчущая галерея» (англ. Whispering Gallery). Эти исследования привлекли внимание американского научного сообщества, и Гросси заинтересовалось НАСА. Он был приглашён для участия в двух важных проектах — «Викинг-2», который позволил провести первое исследование Марса, и «Союз — Аполлон», совместный советско-американский орбитальный полёт. В этом проекте Гросси отвечал за обеспечение связи между двумя космическими кораблями.
Несмотря на участие в этих программах, имя Росси в первую очередь остаётся связано с проектом «Tethered» («Космическая привязь»). Эту идею он начал разрабатывать в 1972 году, когда, работая над проблемой связи с погружёнными подводными лодками, выдвинул идею 100-километровой антенны, которую нёс бы спутник на геостационарной орбите. В дальнейшем Гросси убедил присоединиться к проекту другого итальянского учёного — Джузеппе Коломбо. Тот, развивая первоначальную идею, разработал динамические принципы для проводных систем, базирующихся на шаттлах. Такие системы могли бы использоваться для выработки электроэнергии или использовать «эффект рогатки» для отправки на орбиту других спутников.
Смерть Джузеппе Коломбо в 1984 году и первая гибель шаттла «Челленджер» отложили реализацию идей Марио Гросси до 1992 года. В июле того же года Франко Малерба, первый итальянский астронавт, вывел на орбиту амбициозный и неудачный проект «спутника на привязи» (TSS от англ. Tethered Satellite System, — Спутниковая система с привязью). Предполагалось, что между космическим челноком «Атлантис» и вспомогательным спутником будет размотано 20 км троса толщиной 2,54 мм, но размотка троса застопорилась, когда было освобождено всего 268 метров.
В феврале 1996 года два других итальянских астронавта, Умберто Гуидони и Маурицио Кели, попытались повторить эксперимент, но потеряли спутник TSS1-R из-за короткого замыкания, когда тот находился на расстоянии 19 км от шаттла. Это положило конец итало-американской совместной работе над космической привязью.
Одновременно с TSS1-R Марио Гросси также реализовал проект малых спутников SEDS (от англ. Students for the Exploration and Development of Space, пер. — «Студенты за исследование и освоение космоса»), которые должны были выводиться на орбиту в качестве дополнительного полезного груза на ракетах-носителях семейства «Дельта» без присутствия на борту астронавтов. Успех первых запусков, недорогих и не вызывавших значительной общественной реакции, подтвердил осуществимость планов Гросси, в следующие несколько лет последовали дополнительные запуски малых спутников, финансируемые разными организациями. Однако эта программа не вызывала энтузиазма у итальянского космического агентства, более заинтересованного в пилотируемых полётах на МКС.
Марио Гросси умер в 1999 году в Бостоне, не сумев реализовать ещё один новаторский проект, связанный с концепцией космической привязи — исследование неизученных верхних слоёв атмосферы Земли, где из-за гравитационных сил не могут летать космические аппараты.

## Достижения, награды, наследие
Президент Скальфаро наградил Марио Гросси медалью «За вклад в развитие науки».
В 1994 году муниципалитет Гаворрано предоставил Марио Гросси почётное гражданство.
Памяти Гросси город Пиза, где он получил университетское образование, посвятил в 2003 году первое вручение премии итал. Eroe mai cantato.